# Канальский цех
Канальский цех, или Смоленский кружок, — тайная организация офицеров Санкт-Петербургского драгунского и нескольких других полков, расквартированных в 1796—1798 годах в Смоленске и его окрестностях. Целью участников было смещение с престола (или даже убийство) императора Павла I. После двух лет существования кружок был раскрыт правительством, его участники — репрессированы.
Военные реформы императора Павла вкупе с общей непоследовательностью его политики вызывали раздражение в среде русского офицерства. Вдохновителями «смоленских якобинцев» выступали отставленные Павлом со службы полковники Александр Михайлович Каховский и Пётр Степанович Дехтерев. Заметной фигурой среди заговорщиков был вновь назначенный командир Петербургского полка Пётр Киндяков. 

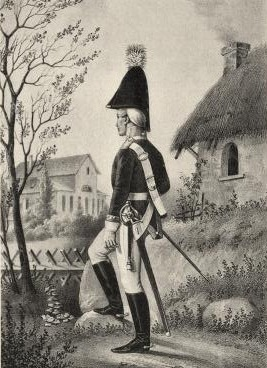
Фанен-юнкер С.-Петербургского драгунского полка

Основными источниками информации о заговоре служат материалы следственного дела и частная переписка участников. Первоначальное ядро кружка (не более 10 человек) состояло преимущественно из исключённых со службы офицеров, называвших себя «канальями» (отсюда название «Канальский цех»). Собрания проходили в домах заговорщиков, особенно часто — в т. н. «галере» (имении Каховского «Смоляничи»). Активность общества была тщательно законспирирована: наиболее деятельные участники в бумагах общества фигурировали под кличками, императора именовали не иначе как «Бутов», а его сторонников — «Бутовыми слугами».
С ходом времени основную массу заговорщиков стали составлять действующие офицеры. Предполагается, что отделения «цеха» возникли в Дорогобуже и, может быть, в других уездных центрах. Всего к кружку были причастны от 30 до 50 дворян. Участники, представлявшие себя тираноборцами в античной традиции Брута и Кассия, занимались пропагандой — распространяли по губернии «вольные и дерзкие рассуждения… о военной строгости и об образе правления», то есть информацию, которая дискредитировала режим «тирана» Павла. Во время чтения Вольтеровой трагедии «Смерть Цезаря» Каховский воскликнул: «Если б этак и нашего!..».
Историки по-разному трактуют природу смоленского кружка. Каких бы то ни было общих политических деклараций не сохранилось. Некоторые видят в канальском цехе репетицию заговора 1801 года, другие — раннюю преддекабристскую организацию, третьи — кружок вольнодумцев екатерининской закваски. По мнению М. Сафонова, «устремления смоленских вольнодумцев не шли дальше возвращения к екатерининскому политическому режиму при известной его либерализации». Позволительно видеть в смоленской организации переходный тип от дворцовых заговоров XVIII века к тайным обществам типа декабристских.
В июле 1798 года о существовании кружка стало известно правительству. Для проведения расследования в Смоленск был направлен генерал Фёдор Иванович Линденер (поляк Липинский). Узнав о прибытии ревизора, местное чиновничество предупредило офицеров, которые, вероятно, успели уничтожить наиболее компрометирующие материалы. Участники заговора были исключены со службы и осуждены на «вечное поселение», троих (Каховского, Бухарова и майора Потёмкина) заключили в крепость.
Относительно мягкое наказание заговорщиков, видимо, объяснялось их родственными и дружественными связями в Петербурге. Непосредственный начальник Линденера князь П. В. Лопухин представлял императору смоленское дело как «шашни» всего нескольких «злокозненных» офицеров. Из пострадавших по этому делу наиболее известен единоутробный брат Каховского — Алексей Петрович Ермолов, который после месяца заточения в Алексеевском равелине был сослан в Кострому. Есть мнение, что этим объясняется и последняя опала конца 1799 года Суворова, под началом которого прежде служил Каховский и на которого он возлагал свои надежды.